# Silviu Balaure
Silviu Nicolae Balaure (phát âm tiếng Romania: [ˈsilvju nikoˈla.e baˈla.ure]); sinh ngày 6 tháng 2 năm 1996) là một cầu thủ bóng đá người România thi đấu ở vị trí tiền vệ tấn công hoặc tiền vệ chạy cánh cho Astra Giurgiu.

## Sự nghiệp câu lạc bộ
Vào tháng 5 năm 2016, Balaure ký hợp đồng cùng với Astra Giurgiu.

## Danh hiệu

### Câu lạc bộ
Astra Giurgiu
- Cúp bóng đá România: Á quân 2016–17